# 槌谷健
槌谷 健（つちや けん、1981年3月11日 ‐ ）は日本の脚本家。sacca株式会社所属。

## 経歴
大阪府和泉市出身。立命館大学経営学部卒業。広告代理店事務、学習塾講師、教育系出版社営業などを経験。2003年よりシナリオ・センター大阪校に通い、2015年に『人体パズル』で第27回フジテレビヤングシナリオ大賞佳作。コンクールではホラー、ファンタジー作品で評価を得ている。

## 主な作品

### テレビドラマ
- 都庁爆破!（2018年、TBS） ‐ 山浦雅大、丑尾健太郎との共同脚本
- ブラックペアン（2018年、TBS） ‐ 第1・2・3・4・5・7・9話は脚本協力、第6・8話は丑尾健太郎との共同同脚本 、第10話は丑尾健太郎、神田優との共同脚本
  - ブラックペアン　シーズン2（2024年、TBS） ‐ 脚本
- 下町ロケット（2018年、TBS） ‐ 第1・2・3・7・8・9・10・11話は脚本協力、第4・5話は丑尾健太郎との共同脚本、第6話は丑尾健太郎、神田優との共同脚本
  - 新春ドラマ特別編 下町ロケット（2019年、TBS） ‐ 脚本協力
- 半沢直樹イヤー記念・エピソードゼロ 〜狙われた半沢直樹のパスワード〜（2020年、TBS） ‐ 李正美、丑尾健太郎との共同脚本
  - 半沢直樹 第2シリーズ（2020年） ‐ 脚本協力
- 愛しい嘘〜優しい闇〜（2022年、テレビ朝日）‐ 脚本協力
- インビジブル（2022年、TBS） ‐ 第4・7・9話
- キャスター（2025年、TBS） - 第1話は及川真実、谷碧仁、北浦勝大との共同脚本

### 配信ドラマ
- サンタの倒し方（2016年、FOD）‐ 脚本
- 東京ダラダラ娘（2017年、Hulu）‐ 脚本

### ラジオドラマ
- 心のいこい （2006年） ‐ 脚本

## 受賞歴
- 第27回フジテレビヤングシナリオ大賞　佳作受賞 『人体パズル』（2015年）

## 外部サイト
- 槌谷健 (@@TsuchiyaKen1981) - X（旧Twitter）